# Parojska Njiva
Parojska Njiva (en serbe cyrillique : Паројска Њива) est un village de Bosnie-Herzégovine. Il est situé sur le territoire de la ville de Trebinje et dans la république serbe de Bosnie. Selon les premiers résultats du recensement bosnien de 2013, il ne compte plus aucun habitant.

## Géographie
Le village est entouré par les localités suivantes :
| Glavinići   | Grkavci        |           |
| Nikontovići | Parojska Njiva | Trebijovi |
|             | Nikontovići    |           |

## Démographie

### Évolution historique de la population dans la localité
| 1948 | 1953 | 1961 | 1971 | 1981 | 1991 | 2013 |
| ---- | ---- | ---- | ---- | ---- | ---- | ---- |
| -    | -    | 26   | 18   | 14   | 8    | 0    |

|  |

### Répartition de la population par nationalités (1991)
En 1991, les 8 habitants du village étaient tous serbes.

### Communauté locale
En 1991, la communauté locale de Parojska Njiva comptait 138 habitants, répartis de la manière suivante :